# چیکاماو بیچ (مینه‌سوتا)
چیکاماو بیچ، مینه‌سوتا (به انگلیسی: Chickamaw Beach, Minnesota) یک شهر در ایالات متحده آمریکا است که در مینه‌سوتا واقع شده‌است.

## خصوصیات
چیکاماو بیچ ۶٫۷۶ کیلومترمربع مساحت و ۱۱۴ نفر جمعیت دارد و ۳۹۷ متر بالاتر از سطح دریا واقع شده‌است.